# المليح (السوادية)

تعديل مصدري - تعديل

المليح هي إحدى قرى عزلة ال منصور بني وهب بمديرية السوادية التابعة لمحافظة البيضاء، بلغ تعداد سكانها 356 نسمة حسب تعداد اليمن لعام 2004.